# Леулумоега
Леулумоега (самоан. Leulumoega) — деревня, расположенная на северо-западном побережье острова Уполу на Самоа. Деревня входит в административный округ Аана.
Населённый пункт является традиционным центром округа Аана.
На 2016 год население деревни составляло 1184 человека.

## Базилика святой Анны
В Леулумоега находится базилика Святой Анны — римско-католическая церковь под покровительством святой Анны относится к архиепархии Самоа-Апиа и имеет титул малой базилики. 
В 1970 году в храме отслужил святую мессу Папа Павел VI, а в 2009 году она была возведена в титул малой базилики Папой Бенедиктом XVI.
У базилики двухбашенный фасад. Окна выполнены из цветного современного витражного стекла.